# Шампањ сир Лу
Шампањ сир Лу (фр. Champagne-sur-Loue) насеље је и општина у источној Француској у региону Франш-Конте, у департману Јура која припада префектури Лон ле Соније.
По подацима из 2011. године у општини је живело 129 становника, а густина насељености је износила 34,22 становника/km². Општина се простире на површини од 3,77 km². Налази се на средњој надморској висини од 250 метара (максималној 342 m, а минималној 231 m).

## Демографија
| 1962. | 1968. | 1975. | 1982. | 1990. | 1999. | 2011. |
| ----- | ----- | ----- | ----- | ----- | ----- | ----- |
| 114   | 122   | 117   | 107   | 108   | 116   | 129   |

График промене броја становника у току последњих година